# Knob Noster
Knob Noster [ˈnɒb ˈnɒstər] är en stad i Johnson County i Missouri. Vid 2010 års folkräkning hade Knob Noster 2 709 invånare.